# Acrossus emodus
Acrossus emodus är en skalbaggsart som beskrevs av Rudolph Petrovitz 1976. Acrossus emodus ingår i släktet Acrossus och familjen Aphodiidae. Inga underarter finns listade i Catalogue of Life.